# L'affaire SK1
L'affaire SK1 è un film francese del 2014 diretto da Frédéric Tellier.

## Trama
Un'indagine di un giovane ispettore che diventa rapidamente ossessionato dall'idea di fermare un serial killer.